# Rathaus (Goldkronach)

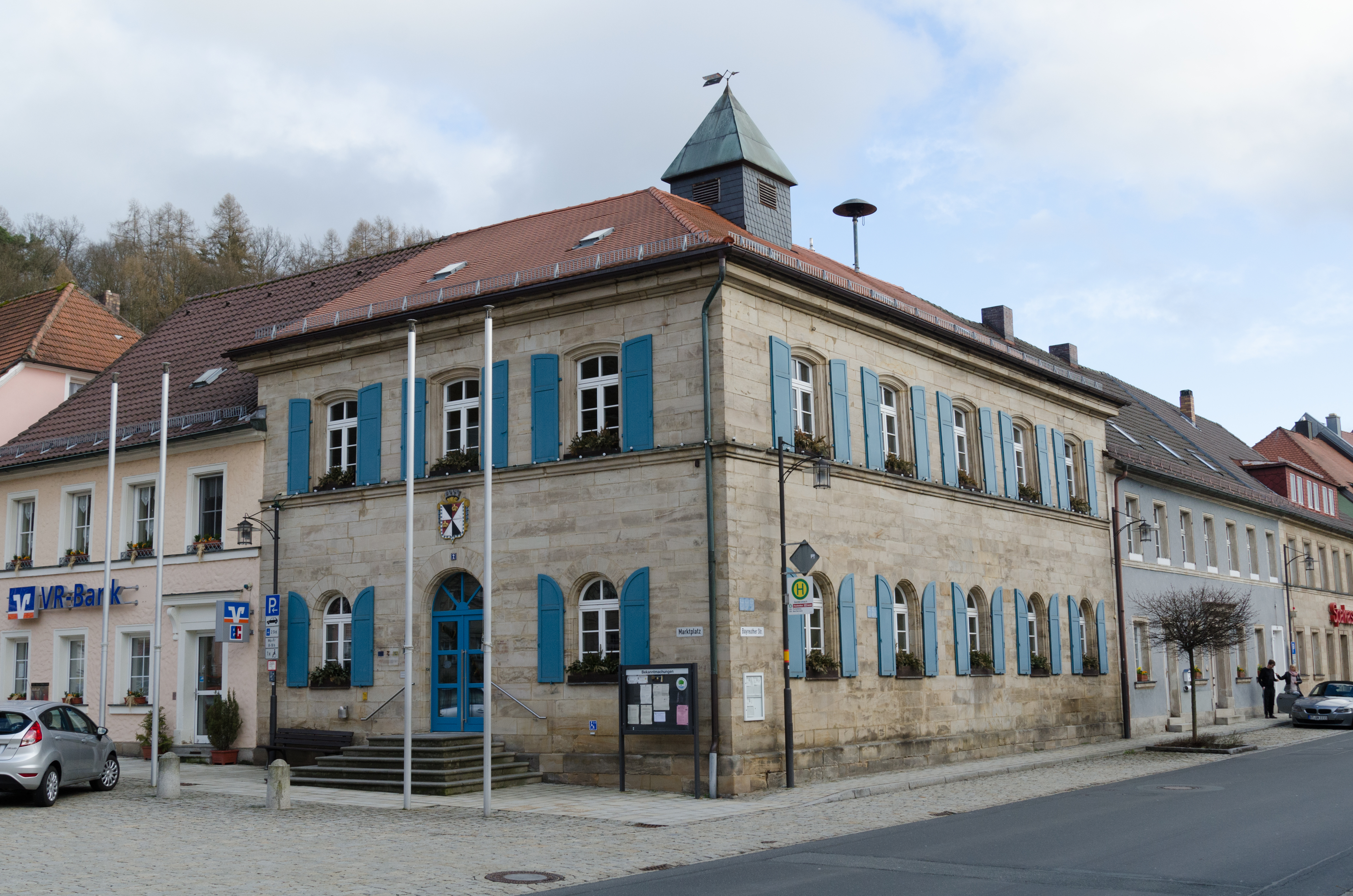
Rathaus in Goldkronach

Das Rathaus in Goldkronach, einer Stadt im oberfränkischen Landkreis Bayreuth in Bayern, wurde Mitte des 19. Jahrhunderts errichtet. Das Rathaus am Marktplatz 2 Ecke Bayreuther Straße ist ein geschütztes Baudenkmal. 
Das zweigeschossige Eckhaus aus Sandsteinquadern mit Walmdach und drei zu fünf Achsen hat im Erdgeschoss Rundbogenfenster. Über dem rundbogigen Portal ist das Wappen der Stadt angebracht. Auf dem Dach sitzt ein rechteckiger Dachreiter mit Wetterfahne.